# 貞和公主
貞和公主（韓語：정화공주；？—？），朝鲜王朝太祖李成桂之姊，是父親李子春與正室懿惠王后崔氏（山東半島登州人）之女。
她後來與龍原府院君趙仁璧結婚。她的墓地在現在朝鮮黃海北道長豐郡。